# ВО-2 «Буг»
ВО-2 «Буг» — воєнна округа  Української повстанської армії (Львівщина), частина оперативної групи УПА-Захід.
Командири: «Ярема» (Линда Остап) (12.1943 — 06.1944); «Вороний» (Левкович Василь Михайлович) (06.1944 — арешт 17.12.1946); «Червень» (Тершаковець Зиновій) — в.о. (поч.1947 — †4.11.1948); ? Дяків Осип «Левадний» (1949—1950).

## Історія створення
У грудні 1943 року Українська Національна Самооборона прийняла назву УПА-Захід. У Жовківському районі в лютому 1944 року на основі УНС був організований перший військовий вишкіл поблизу с. Зарудці. У травні-червні того самого року бойові групи регіону були об'єднані в регулярну сотню УПА «Холодноярці», яка вела вишкіл. Її постійно поповнювали нові члени, сотня квартирувала у селах Поляни, Рокитно, Мокротин Жовківського району. Подібно функціонували й сотні «Холодноярці», «Переяслави». На основі цих сотень на території Жовківщини розпочалось формування Військової округи «Буг», яка отримала в УПА-Захід порядковий номер 2.
Основними завданнями ВО-2 «Буг» були:
- формування власних збройних сил і підготовка до боротьби із радянською окупацією (вишкіл відділів, забезпечення їх військовим спорядженням, одягом, харчами);
- захист українського населення від грабунку німецькою окупаційною владою, польськими та радянськими збройними формуваннями.

## Сотні і курені ВО-2 «Буг» (травень 1944)
Львівська округа «21»:
- Курінь «Леви» (командир: Вовчук Іван Григорович («Граб», «Вільха»)):
  - сотня «Леви І» (командир: «Санчо» Радкевич Петро).
  - сотня «Леви ІІ» (командир: Вовчук Іван Григорович («Граб», «Вільха»)).
  - сотня «Леви ІІІ» (командир: «Голуб» Мельник Костянтин).

- Окремі сотні:
  - сотня «Переяслави» (командир: «Лев»).
  - сотня «Чорна сотня» (командир: «Пісня»).

Золочівська округа «22»:
- Курінь «Дружинники» (командир: «Шугай» Котельницький Григорій):
  - сотня «Дружинники І» (командир: «Тигр» Гуда Роман).
  - сотня «Дружинники ІІ» (командир: «Іванко»).
  - сотня «Дружинники ІІІ» (командир: «Малиновий» Кравчук Мар'ян).

- Окремі сотні:
  - сотня «?» (командир: «Ненаситець» Масло Михайло).
  - сотня «?» (командир: «Пісковий»).

Сокальська округа «23»:
- - сотня «Ведмідь» (командир: «Орел»).
  - сотня «ім. Галайди» (командир: «Довбуш»).
  - сотня «?» (командир: «Громовий» Лагода Петро).
  - сотня «Кочовики» (командир: «Недолугий» Рошко Федір).
  - сотня «Комарі» (командир: «Монета»).
  - сотня «Перебийніс» (командир: «Лис»).
  - сотня «Перекотиполе» (командир: «Гамалія»).
  - сотня «Тигри» (командир: «Корсак» Козярський Іван).

Равська округа «24»:
- - сотня «Галайди» (командир: «Ем» Пелип Дмитро).
  - сотня «Завойовники» (командир: «Марний»).
  - сотня «Юнаки» (командир: «Морозенко»).
  - сотня «?» (командир: «Кордуба»).
  - сотня «Месники» (командир: «Залізняк» Шпонтак Іван[1]).
  - сотня «Пролом» (командир: «Бродяга» Капало Іван).

Холмська округа «25».
- - сотня «Вовки» (командир: «Ягода» Лукасевич Мар'ян).

Сотні з інших ВО, які діяли у ВО-2 «Буг»:
- ВО-1 «Башта».
  - сотня «Спартанці» (командир: «Білий» Пасічник Микола).

- ВО-3 «Лисоня».
  - сотня «Сіроманці» (командир: «Яструб» Карпенко Дмитро).

- УПА-Південь
  - курінь «Наливайка»: сотня «Садок» (командир: «Конашевич»).
  - курінь «Остріжського»: сотні під командуванням: «Ткача», «Узбека», «Хоми»).

## Сотні і курені ВО-2 «Буг» (серпень 1944)
Львівська округа «21».
- Курінь «Леви»:
  - сотня «Леви І» (командир: «Дир» Чемерис Петро).
  - сотня «Леви ІІ» (командир: «Чорногора» Карпій Михайло).

- Курінь командира «Гонти»:
  - сотня командира «Ворона».
  - сотня командира «Орленка».

- Курінь «Переяслави» (командир: «Дністер»):
  - сотня «Переяслави» (командир: «Лев»).
  - сотня «ім. Сагайдачного» (командир: «Дністер»).
  - сотня командира «Петренка» Явір Самійло.
  - сотня «Дорошенко» (командир: «Верх»).
  - сотня командира «Верна».

- Окремі сотні:
  - «Львівська сотня» (командир: «Січовик»).
  - сотня «ім. Перуна» (командир: «Пугач» Огородницький Іван).

Золочівська округа «22».
- Курінь «Дружинник» (командир: «Шугай» Котельницький Григорій)
  - сотня «Дружинники І» (командир: «Свобода»).
  - сотня «Дружинники ІІ» (командир: «Іванко»).
  - сотня «Дружинники ІІІ» (командир: «Малиновий» Кравчук Мар'ян).

- Курінь «Романовичі» (командир: «Вартовий» Гачкевич Михайло)
  - сотня «Романовичі І» (командир: «Дубенко»).
  - сотня «Романовичі ІІ» (командир: «Опока» Ковалишин Михайло).

- Окремі сотні:
  - сотня командира «Донця» Видра Григорій.
  - сотня командира «Триліс» Гіль Микола.

Сокальська округа «23».
- - сотня «Ведмідь» (командир: «Грішний»).
  - сотня «Комарі» (командир: «Монета»).
  - сотня «Кочовики» (командир: «Недолугий» Рошко Федір).
  - сотня «Тигри» (командир: «Голуб» Пелех Василь).
  - сотня командира «Безсмертного».
  - сотня командира «Зенка».
  - сотня командира «Морського» Гудим Ярослав.
  - сотня командира «Побратима».
  - сотня командира «Черемоша».
  - «Юнацька сотня» (командир: «Бородач»).

- Курінь командира «Ударника».
  - Дві сотні.

Равська округа «24».
- Курінь командира «Залізняка»:
  - сотня «Месники» (командир: «Залізняк» Шпонтак Іван).
  - сотня «Перебийніс» (командир: «Лис» Хвалібота Михайло).
  - сотня «Пролом» (командир: «Скала»).

- Курінь «Галайда» (командир: «Ем» Пелип Дмитро)[2]:
  - сотня «Галайда І» (командир: «Перемога» Василяшко Василь).
  - сотня «Галайда ІІ» (командир: «Куліш» Шклянка Григорій).
  - сотня «Галайда ІІІ» (командир: «Беркут» Равлик Микола).

- Окремі сотні:
  - сотня «Завойовники» (командир: «Марний»).
  - сотня командира «Яреми».

Холмська округа «25».
- - сотня «Вовки» (командир: «Ягода» Лукасевич Мар'ян).
  - сотня «Зубаті» (командир: «Крук»).

- Курінь «Гайдамаки» (командир: «Юрченко» Левочко Василь):
  - сотня «Гайдамаки І» (командир: «Роман» Крупа Іван).
  - сотня «Гайдамаки ІІ» (командир: «Брила»).
  - «Юнацька сотня» (командир: «Гайворон» Левочко Василь).

Сотні з інших ВО, які діяли у ВО-2 «Буг».
- ВО-1 «Башта»

- - Курінь «Холодноярці» (командир: «Максим Град» Маговський Олександр):
    - сотня «Холодноярці І» (командир: «Глухий» Гуль Володимир).
    - сотня «Холодноярці ІІ» (командир: «Грізний» Гринь Михайло).
    - сотня «Холодноярці ІІІ» (командир: «Летун» Липницький Іван).

- ВО-3 «Лисоня»
  - сотня «Сіроманці» командир «Яструб» Карпенко Дмитро.

- УПА-Південь
  - Курінь командира «Наливайка»:
    - сотня «Садок» (командир: «Конашевич»).

## Сотні і курені ВО-2 «Буг» (листопад 1944)
Любачівський ТВ.
- Курінь «Месники» (командир: «Залізняк» Шпонтак Іван):
  - сотня «Месники І» (командир: «Шум» Шиманський Іван).
  - сотня «Месники ІІ» (командир: «Метелик» Петренко).

Равський ТВ «1».
- Курінь «Галайда» (командир: «Лис» Хвалібота Михайло):
  - сотня «Галайда І» (командир: «Перемога» Василяшко Василь).
  - сотня «Галайда ІІ» (командир: «Куліш» Шклянка Григорій).
  - сотня «Кочовики» (командир: «Шумський» Рошко Юрій).

Сокальський ТВ «3».
- - сотня «Комарі» (командир: «Монета»).

- Курінь командира «Летуна» Сенюк Юрій:
  - сотня «Перебийніс» (командир: «Дорошенко»).
  - сотня «Пролом» (командир: «Черемош»).

Золочівський ТВ.
- Курінь «Дружинники» (командир: «Шугай» Котельницький Григорій Володимирович):
  - сотня «Дружинники І» (командир: «Свобода»).
  - сотня «Дружинники ІІ» (командир: «Оверко»).
  - сотня «Дружинники ІІІ» (командир: «Малиновий» Кравчук Мар'ян).

- Курінь «Романовичі» (командир: «Ткаченко-Стир» Цимбалко Михайло):
  - сотня «Романовичі І» (командир: «Лапайдух» Загоруйко Роман).
  - сотня «Романовичі ІІ» (командир: «Опока» Ковалишин Михайло).

- Окремі сотні:
  - сотня командира «Донця» Видра Григорій.
  - сотня командира «Кочовика».

Львівський ТВ «5».
- - сотня «Переяслави» (командир: «Петренко»).

- Курінь «Холодноярці» (командир «Максим Град» Маговський Олександр):
  - сотня «Холодноярці І» (командир: «Глухий» Гуль Володимир).
  - сотня «Холодноярці ІІ» (командир: «Грізний» Гринь Михайло).
  - сотня «Холодноярці ІІІ» (командир: «Сакра» Липницький Іван).

- Курінь «Жубри» (командир: «Тигр»):
  - сотня «Жубри І» (командир: «Дир» Чемерис Петро).
  - сотня «Жубри ІІ» (командир: «Громовий» Лагода Петро).

Холмщина.
- Курінь «Вовки» (командир: «Ягода» Лукасевич Мар'ян):
  - сотня «Вовки І» (командир: «Яструб» Сидорук Олекса).
  - сотня «Вовки ІІ» (командир: «Карпо» Пилипчук Павло).

## Сотні і курені ВО-2 «Буг» (червень 1945)
ТВ-11 «Пліснисько» (командир: курінний «Чайчук» Грицина Михайло (†19.12.1945), курінний «Шугай» Котельницький Григорій († 26.01.1946)).
- Курінь «Дружинники» (командир: «Шугай»):
  - сотня «Дружинники» (командир: «Свобода»).
  - сотня «Витязі» (командир: «Оверко»).
  - сотня «Непоборні» (командир: «Малиновий» Кравчук Мар'ян)[4].

ТВ-12 «Климів» (командир: «Перемога» Василяшко Василь († 26.02.1946)).
- - сотня «Галайда І» (командир: «Перемога» Василяшко Василь).
  - сотня «Галайда ІІ» (командир: «Куліш» Шклянка Григорій).
  - сотня «Кочовики» (командир: «Штиль» Лобай Євген).
  - сотня «Перебийніс» (командир: «Шумський» Рошко Юрій).
  - сотня «Пролом» (командир: «Черник» Свистун Іван).
  - сотня «Тигри» (командир: «Лис» Хвалібота Михайло).

ТВ-13 «Розточчя» (командир: «Максим Град» Маговський Олександр).
- Курінь «Переяслави» (командир: «Дністер»):
  - сотня «Переяслави І» (командир: «Бриль» Гамела Ярослав).
  - сотня «Переяслави ІІ» (командир: «Петренко» Явір Самійло).
  - сотня «Переяслави ІІІ» (командир: «Смирний»).

- Курінь «Холодноярці» (командир: «Максим Град» Маговський Олександр):
  - сотня «Холодноярці І» (командир: «Кобзаренко»).
  - сотня «Холодноярці ІІ» (командир: «Глухий»).
  - сотня «Холодноярці ІІІ» (командир: «Грізний»).

- Окрема сотня «Журби» (командир: «Стрибожич»).

ТВ-15 «Яструб» (командир: «Крутіж»).
- Курінь «Жубри» (командир: «Крутіж»):
  - сотня «Жубри І» (командир: «Дир»).
  - сотня «Жубри ІІ» (командир: «Гайдук»).
  - сотня «Жубри ІІІ» (командир: «Лис»).

## Сотні і курені ВО-2 «Буг» (червень 1946)
ТВ-11 «Пліснисько» (командир: «Оверко» Федорків Володимир).
- - сотня «Русичі» командир «Павленко»
  - сотня «Витязі» (командир «Оверко»

ТВ-12 «Климів» (командир: «Угринович»).
- - сотня «Галайда І» (командир: «Лис» Хвалібота Михайло).
  - сотня «Галайда ІІ» (командир: «Сивий» Панаса Василь).
  - сотня «Кочовики» (командир: «Штиль» Лобай Євген).
  - сотня «Переяслави І» (командир: «Бриль» Гамела Ярослав).
  - сотня «Переяслави ІІ» (командир: «Гамалія»).
  - сотня «Холодноярці І» (командир: «Мрія» В... Василь).
  - сотня «Холодноярці ІІ» (командир: «Женчик»).

ТВ-14 «Асфальт» (командир: «Грабенко» Сколоздра Василь).
- - сотня «Жубри» командир «Дир» Чемерис Петро.
  - сотня «Непоборні» командир «Осика».
  - сотня «Наддністрянці» командир «Журба».

ТВ-15 «Яструб» (командир: «Буря»).
- - сотня «Дружинники» (командир: «Козак» Шаповалик Степан).
  - сотня «Сурмачі» (командир: «Буря» Нагірний Василь).

## Чисельність ВО-2 «Буг»
В складі ВО-2 «Буг» в червні 1944 р. діяло 6000 повстанців, а в червні 1945 р. — 3000 повстанців.

## Бойова діяльність
1945
8 серпня
Група з трьох вояків сотні ВО-2 «Буг» УПА-Захід «Переяслави-1» (командир Ярослав Гамела-Бриль) в райцентрі Яворів Львівської області знищила 3 військовослужбовців НКВС
21 серпня
Ройовий Крукіз сотні ВО-2 «Буг» УПА-Захід «Переяслави-1» (командир Ярослав Гамела-Бриль) в райцентрі Яворів знищив сержанта НКВС
13 червня
Напад сотні ВО-2 «Буг» УПА-Захід «Переяслави-1» (командир Ярослав Гамела-Бриль) на райцентр Яворів Львівської області (4-годинний бій, знищені 50 військовослужбовців)
Облава НКВС (2500 військовослужбовців) на сотню ВО-2 УПА-Захід «Переяслави-1» (командир Ярослав Гамела-Бриль) біля села Наконечне Яворівського району Львівської області (4-годинний бій в оточенні, прорив через 4 застави, знищені 38 військовослужбовця, загинули 5 і поранені 2 вояки УПА, здобуті 1 кулемет, 2 автомати, 1 гвинтівка, боєприпаси).
26 грудня
Напад сотні ВО-2 «Буг» УПА-Захід «Переслави-1» (командир Ярослав Гамела-Бриль) на дільницю «винищувального батальйону» в селі Завадів Немирівського району Львівської області (підірвана дільниця, знищені 3 і відпущений 1 боєць, здобуті 1 кулемет, 2 автомати, 15 гвинтівок)
31 грудня
Диверсія чоти сотні ВО-2 «Буг» УПА-Захід «Переяслави-1» (командир Ярослав Гамела-«Бриль») біля села Язениця Кам'янка-Бузького району Львівської області (підірваний потяг з ПВ, знищені 40 військовослужбовців-прикордонників)
1946
2 лютого
Оборонний бій роя сотні ВО-2 «Буг» УПА-Захід «Витязі» (командир Володимир Федорків-«Оверко») в Бродівському районі Львівської області (загинули всі воїни УПА, в тому числі ройовий «Кобзар»)
Оборонний бій сотні ВО-2 «Буг» УПА-Захід «Переяслави-1» (командир Ярослав Гамела-«Бриль») у Судово-Вишенському районф Львівської області (загинув начальник штабу сотні «Певний»)
22 грудня 
Диверсія сотні ВО-2 «Буг» УПА-Захід «Переяслави-1» (командир Ярослав Гамела-«Бриль») в Яворівському районі Львівської області (підірвані 4 мости в райцентрі Яворів, зрізані 140 стовпів телефонного зв'язку і електропередачі)

## Видавнича діяльність
Друкованим органом ВО-2 «Буг» був часопис «Стрілецькі вісті» заснований 15 квітня 1944 начальником VI політвиховного відділу Військового штабу ВО-2 «Буг» Вавруком Василем, редактором був Ігор Сушко. Перше число вістей називалося, «Домста». У 1944 році «Стрілецьких вістей» вийшло 27 чисел, у 1945 році — 10.
Від імені ВО-2 «Буг», яка вже не існувала у 1947–1951, видано три номери одноднівки «Літопису УПА».

## Джерело
- Літопис УПА. Нова серія. Т.12. Воєнна округа УПА «Буг» книга 1. — 2009—800 с.
- Патриляк І. К. «Встань і борись! Слухай і вір…»: українське націоналістичне підпілля та повстанських рух (1939—1960 рр.): Монографія / Центр дослідження визвольного руху. — Львів: Часопис, 2012. — 592 с.
- Нестор Мизак. Діяльність референтури пропоганди УПА-«ЗАХІД» і збройного підпілля ОУН у 1942—1952 pp., 2011.
- Конюхов С. В. Збройний опір ВО «БУГ» окупаційним режимам на території Жовківщини у 1944—1945 рр. 2013.